# Cubeiros
Cubeiroses un lugar situado en la parroquia de Cesuris, del municipio español de Manzaneda, en la provincia de Orense, Galicia. 

## Demografía
| Gráfica de evolución demográfica de Cubeiros entre 2000 y 2022 |
|                                                                |
| Datos según el nomenclátor publicado por el INE.               |